# Stiff Upper Lip Live
Stiff Upper Lip Live é um DVD feito pelo grupo de hard rock australiano AC/DC durante sua turnê mundial de divulgação do álbum Stiff Upper Lip. Foi gravado em 14 de junho de 2001, no Estádio Olímpico de Munique, Alemanha e lançado em DVD em 4 de dezembro de 2001 nos Estados Unidos.

## Faixas
1. Stiff Upper Lip
2. You Shook Me All Night Long
3. Problem Child
4. Thunderstruck
5. Hell Ain't a Bad Place To Be
6. Hard as a Rock
7. Shoot to Thrill
8. Rock and Roll Ain't Noise Pollution
9. What Do You Do For Money Honey
10. Bad Boy Boogie
11. Hells Bells
12. Up To My Neck in You
13. The Jack
14. Back in Black
15. Dirty Deeds Done Dirt Cheap
16. Highway to Hell
17. Whole Lotta Rosie
18. Let There Be Rock
19. T.N.T.
20. For Those About to Rock (We Salute You)
21. Shot Down in Flames

## Formação
- Brian Johnson : vocal
- Angus Young : guitarra solo
- Malcolm Young : guitarra rítmica
- Cliff Williams : baixo
- Phil Rudd : bateria